# روجر كابرون
روجر كابرون (بالفرنسية: Roger Capron)‏ هو خزاف فرنسي، ولد في 4 سبتمبر 1922 في فانسن في فرنسا، وتوفي في 8 نوفمبر 2006.